# Elvia Carrillo Puerto

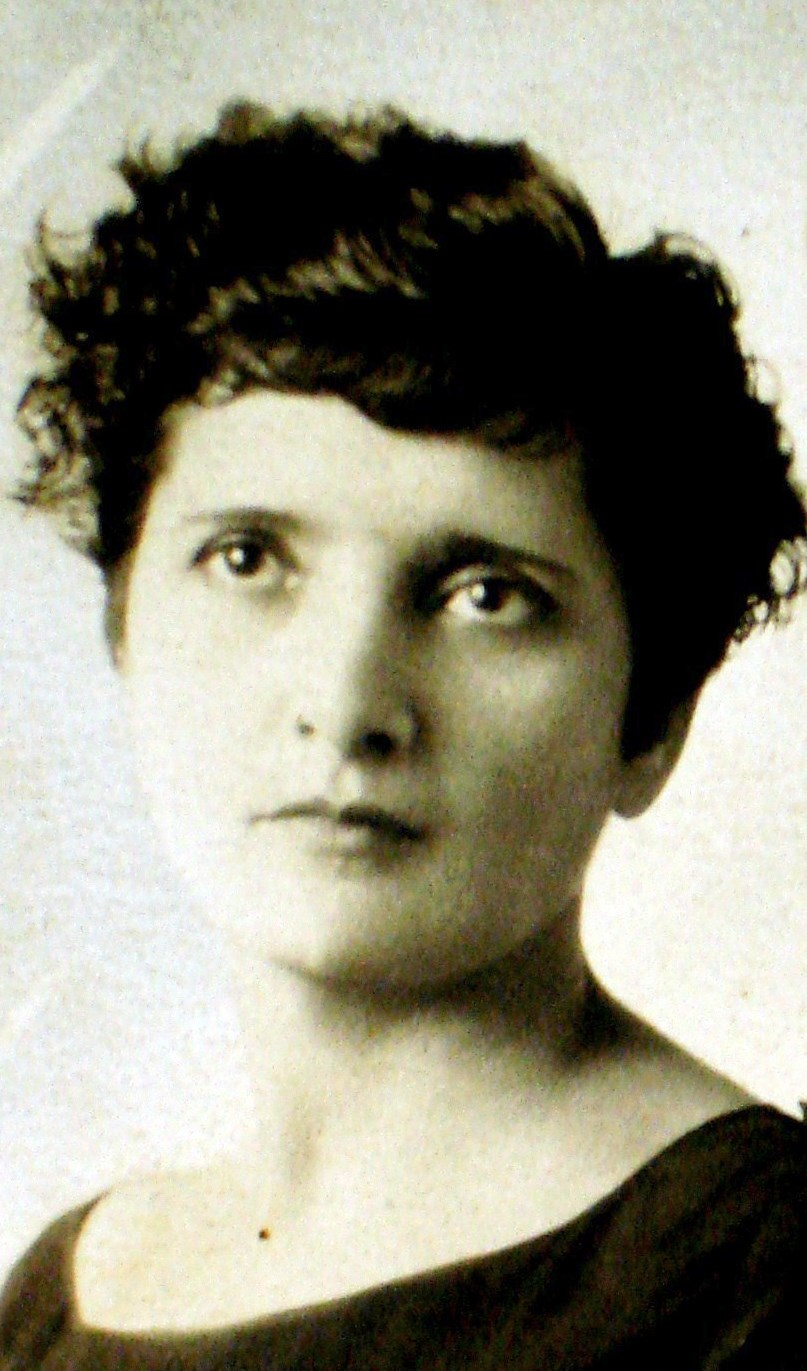
Elvia Carrillo Puerto in 1901

Elvia Carrillo Puerto (Motul, 6 december 1878 - Mexico-Stad, 18 april 1968), bijgenaamd 'de Rode Non van de Maya's', was een Mexicaans politica en feministe.
Op 13-jarige leeftijd trouwde ze met Vicente Pérez Mendiburo, met wie ze een kind kreeg. Pérez overleed na tien jaar huwelijk zodat Carrillo Puerto al op 23-jarige leeftijd weduwe was. Carrillo Puerto raakte politiek betrokken nadat zij in aanraking kwam met de slechte positie van de inheemse Mayabevolking, en dan vooral de vrouwen. Ze verweet het de liberale politici en grootgrondbezitters dat zij hun vooruitstrevende ideeën niet toepasten op en onderwezen aan vrouwen. Tijdens de Mexicaanse Revolutie richtte ze een feministische organisatie op, die poogde de idealen van de revolutie te verenigen met emancipatie van vrouwen.
Carrillo Puerto raakte actief in de politiek betrokken door haar broer Felipe Carrillo Puerto, die van 1922 tot 1924 gouverneur van Yucatán was. In 1922 voerde deze in zijn deelstaat actief en passief vrouwenkiesrecht in, waardoor Elvia Carrillo Puerto samen met twee andere vrouwen voor de Socialistische Partij van het Zuidoosten (PSS) als eerste vrouw in het Congres van Yucatán werd gekozen. Na de De la Huertaopstand en de moord op haar broer zag ze zich echter gedwongen af te treden. Desalniettemin bleef ze actief als feministe. In 1923 wist ze het Inter-Amerikaanse Feministische congres naar Mexico-Stad te halen, waar ze zich een voorstander betoonde van geboortebeperking en vrije liefde.
In 1925 deed ze een gooi naar het gouverneurschap van San Luis Potosí. Campagne voeren werd haar op alle mogelijke manieren door tegenstanders gedwarsboomd en er werd zelfs een aanslag gepleegd op haar leven. Hoewel ze het meeste stemmen wist te halen kon ze niet aantreden als gouverneur, omdat de grondwet dat verbood voor vrouwen, zodat haar tegenstander Abel Cano gouverneur werd. Het zou nog tot 1979 duren voordat Mexico zijn eerste vrouwelijke gouverneur, Griselda Álvarez in Colima, zou krijgen.
Carrillo Puerto bleef gedurende de rest van haar leven actief in feministische bewegingen en steunde de bevordering van geboorteplanning. Ze overleed op 90-jarige leeftijd in Mexico-Stad.